# Beiericolya tardipes
Beiericolya tardipes är en insektsart som först beskrevs av Rentz, D.C.F. 1988.  Beiericolya tardipes ingår i släktet Beiericolya och familjen vårtbitare. Inga underarter finns listade i Catalogue of Life.